# 田口裕美

田口 裕美（旧姓：船木）は、株式会社ウェザーニューズ（以下、WNIと表記）に所属していた気象予報士。

## 略歴
- 1999年 - 大学在学中にWNIでインターン勤務。SKY PerfecTV!744ch 「ウェザーニュース」の番組、気象予報士道場で当時WNI所属で現在衆議院議員の斎藤恭紀と共演。
- 2000年 - WNIに入社。引き続きSKY PerfecTV!744chの各番組にキャスター出演（2005年まで）。
- 2004年4月 - KDDI「EZチャンネル」にてスタートした動画番組「おは天」のキャスター就任。おは天2期キャスターがデビューする直前の2006年1月まで出演。第1期デビューが2005年11月なので、便宜上、田口は「第0期おは天キャスター」と呼ばれることがある。
- 2009年10月 - ウェザーニューズ・グローバル予報センター（通称:予報センター、GPEC）所属。「SOLiVE24」にて、「ソラマド ムーン」など各番組で天気解説などを担当。10月の改編以降「weathernews LiVE」土・日曜日のメイン司会を担当。当初、平仮名の「ゆみ」名義で出演していたが、最近、氏名テロップは「田口ゆみ」と表示されることが多い[1]。
- 2010年 - 入社10年目にWNIを結婚・出産を機に退社した。
- また、ウェザーニュースが規定する「減災スケール(Mスケール)」M3（警戒）態勢となったときには、GPECより減災担当として出演していた。

## 出演番組

### 現在の出演番組
ウェザーニューズ「SOLiVE24」
- SOLiVE アフタヌーン（2014年4月12日 - 土曜）

### 過去の出演番組
ウェザーニューズ「SOLiVE24」
- weathernews LiVE（2009年10月10日 - 2010年4月4日）
  - 土・日曜のキャスターを担当した[2]。
- ソラマド ムーン（不定期出演）ほか

SKY PerfecTV!744ch ウェザーニュースチャンネル
- 気象予報士道場
- 朝のウェザーニュース ほか

KDDI EZチャンネル
- おは天（2004年4月 - 2006年1月）